# Тарасівка (Броварський район)
Тара́сівка (у 1963–2014 роках — Мала Тарасівка) — село в Україні, у Броварському районі Київської області. Входить до складу Великодимерської селищної громади. Населення становить 1554 особи.

## Історія
Село засноване у 1920 році жителями села Великої Димерки. 60 сімей безкоштовно отримали в користування по 0,5 десятин землі на колишніх землях пана Добрикова. Досі в селі поширені родові прізвища, що є типовими для димерчан — Миронці, Селюки, Теплюки, Хитрі, Хомичі, Шусті.
За переказами ініціатором переселення димерців був син димерського старости Тарас Драний (на його честь поселення й було названо).
У 1930 році в селі організували колгосп ім. Т. Г. Шевченка. Завдяки розбудові села у 1939 році в Тарасівці проживало 120 сімей.
З 1941 по 1943 роки село було окуповано німцями. Під час війни село майже повністю знищили, лишились неспаленими 3 хати.
Відбудова села почалась з Тарасівської початкової школи, що почала діяти з жовтня 1943 року. За селом було закладено фруктовий сад.
10 травня 1963 року село Тарасівка перейменоване на Малу Тарасівку. 
З 1969 року Тарасівка підпорядкована радгоспу «Жердівський».
Наприкінці 60-х — на початку 70-х років XX ст. у селі почали будувати тваринний комплекс по відгодівлі корів на 1500 голів. У зв'язку з появою нових робочих місць та потребою розташування робітників в селі почалось будівництво трьох двоповерхових гуртожитків, пізніше — чотириповерхового будинку готельного типу.
11 березня 2014 року селу повернуто назву Тарасівка..

## Освіта
З 1943 по 1947 роки школа знаходилась в глинобитному сараї жительки села Селюк Варвари Пилипівни. Навчали дітей двоє вчителів — Селюк Федора Мусіївна, Драна Надія Юріївна. З 1947 року початкова школа функціонувала в новому приміщенні, збудованому колгоспом: одна половина приміщення належала школі, інша — контора колгоспу.
У 1983 року почала діяти нова десятирічна школа, розрахована на 464 місць.
Учні села встановили ім'я та прізвище солдата, похованого на околиці села та повідомили про поховання рідних та близьких загиблого. Іван Данилович Петренко брав участь у обороні Києва, відступаючи, радянські війська залишили його пораненим у жительки села Агафії Хомич. Діти Агафії Марія та Іван і сусід Іван Денисович Бардаш допомогли в пошуках родини Петренків (до війни в родині було 4 брати та 3 сестри). 14 грудня 1985 року відбувся мітинг-зустріч, присвячений пам'яті Івана Петренка, на якому були присутні дві сестри загиблого — Марія і Поліна, та колишня наречена Ольга Іванівна Зарицька.

## Відомі особистості
- Теплюк Михайло Олексійович — Заслужений юрист України (серпень 1998 року), керівник Головного юридичного управління при ВР України[3]. Нагороджений Почесною грамотою КМ України (грудень 2000 р.), нагороджений грамотою ВР України (серпень 2001 р.).